# خاویر هرواس
خاویر هرواس (انگلیسی: Javier Hervás؛ زادهٔ ۹ ژوئن ۱۹۸۹) بازیکن فوتبال اهل اسپانیا است.
از باشگاه‌هایی که در آن بازی کرده‌است می‌توان به باشگاه فوتبال هرکولس، باشگاه فوتبال بریزبن رور، باشگاه فوتبال سابادل، باشگاه فوتبال کوردوبا، و باشگاه فوتبال سویا اشاره کرد.